# Sara Nanni

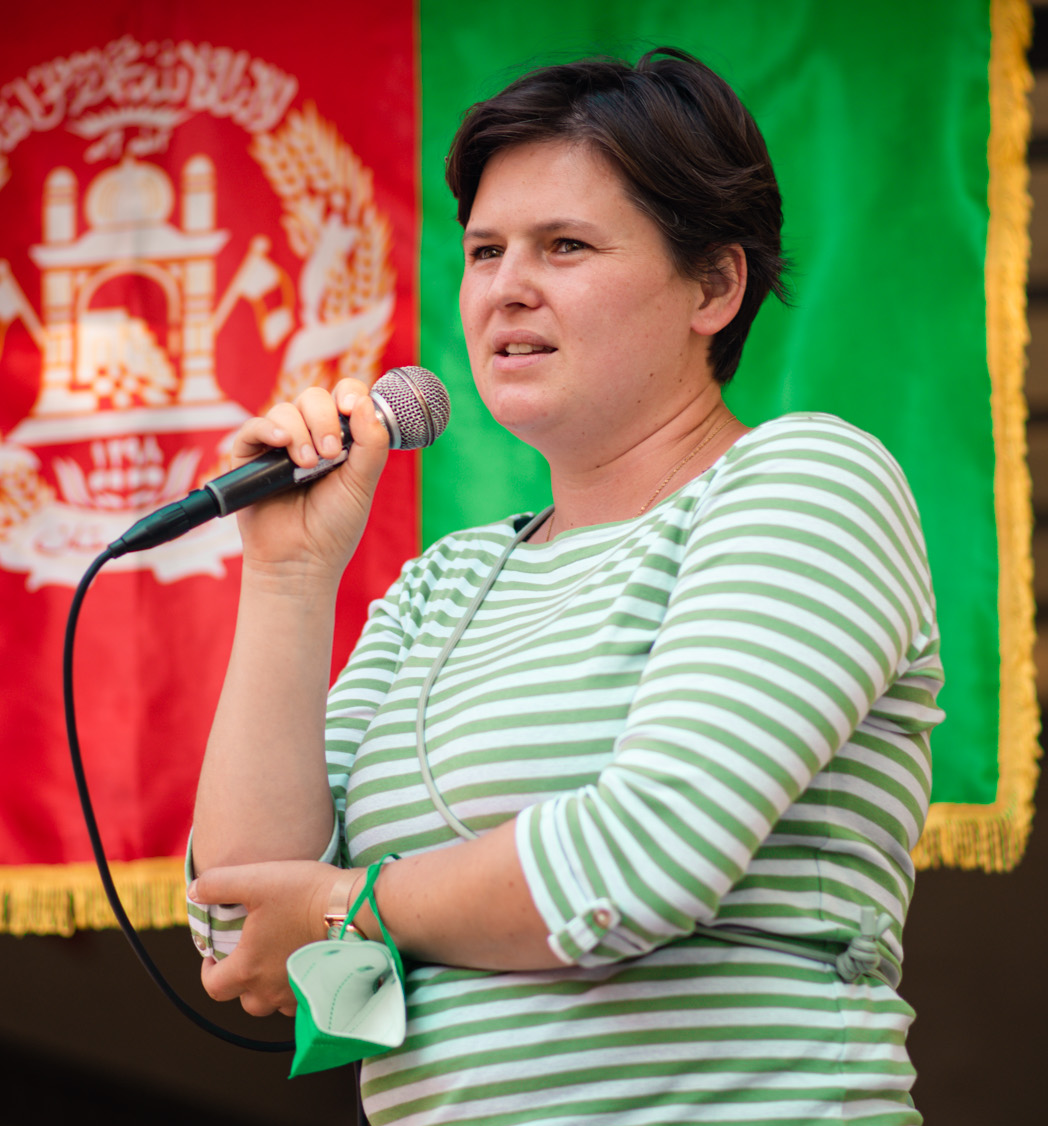
Sara Nanni auf einer deutsch-afghanischen Demonstration für Frauenrechte, 2021

Sara Nanni (* 1987 in Datteln) ist eine deutsche Politikerin (Grüne) und seit 2021 Mitglied des Deutschen Bundestags.

## Leben
Nanni wuchs in Waltrop auf. Dort engagierte sie sich im Kinder- und Jugendparlament. Von 2007 bis 2010 studierte sie den Bachelorstudiengang Deutsch-Französische Sozialwissenschaften an der Sciences Po Bordeaux und der Universität Stuttgart. Anschließend wechselte sie an die Johann Wolfgang Goethe-Universität Frankfurt am Main und die Technische Universität Darmstadt und schloss dort 2014 mit einem Master in „Friedens- und Konfliktforschung“ ab. Für das Studium wurde Nanni mit einem Stipendium der Hans-Böckler-Stiftung gefördert.
In der Zeit zwischen 2012 und 2021 arbeitete Nanni in verschiedenen Forschungsprojekten am Peace Research Institute Frankfurt, der RWTH Aachen und zuletzt als Wissenschaftliche Mitarbeiterin beim Forschungsschwerpunkt Rechtsextremismus/Neonazismus (FORENA) an der Hochschule Düsseldorf.
Nanni war von 2015 bis 2020 Sprecherin der Bundesarbeitsgemeinschaft Frieden und Internationales von Bündnis 90/Die Grünen und hat in der außenpolitischen Impulsgruppe zum Grundsatzprogramm mitgearbeitet.
Sie kandidierte im Bundestagswahlkreis Düsseldorf II und auf Listenplatz 17 und zog nach der Bundestagswahl 2021 über die Landesliste in den 20. Bundestag ein. Die Bundestagsfraktion Bündnis 90/Die Grünen wählte Nanni zu ihrer sicherheitspolitischen Sprecherin. Seit dem 8. Juli 2022 ist sie Mitglied im 1. Untersuchungsausschuss der 20. Wahlperiode des Deutschen Bundestages und untersucht somit den Abzug deutscher Truppen aus Afghanistan.

## Positionen
Nanni verteidigte im Rahmen des russischen Überfalls auf die Ukraine 2022 die Entscheidung der Ukraine, Bundespräsident Steinmeier auszuladen. Wer von dieser Ausladung brüskiert sei, sei „völlig ignorant“.
Im Dezember 2022 bekundete Nanni in ihrer Rolle als sicherheitspolitische Sprecherin ihrer Partei, sie mache sich große Sorgen, dass Probleme mit der geplanten Beschaffung des Kampfflugzeugs Lockheed Martin F-35 auftreten könnten. Dieses ist als Atomwaffenträger für die „nukleare Teilhabe“ der Bundeswehr vorgesehen.